# Molární hmotnost
Molární hmotnost je fyzikální veličina, která udává hmotnost jednotkového látkového množství dané látky (tedy hmotnost 1 molu).

## Značení
- Symbol veličiny: M
- Jednotka SI: kilogram na mol, značka jednotky: kg·mol−1
- Používané násobky a díly: gram na mol (1 g·mol−1 = 0,001 kg·mol−1), kilogram na kilomol (1 kg·kmol−1 = 0,001 kg·mol−1)

## Výpočet
Molární hmotnost lze určit ze vztahu
{\displaystyle M={\frac {m}{n}}}
pokud je známa hmotnost látky {\displaystyle m}, a její látkové množství {\displaystyle n}.
Pro praktické použití je molární hmotnost ovšem lehce dostupná z tabelovaných relativních atomových hmotností. Po vynásobení molární hmotnostní konstantou {\displaystyle M_{\rm {u}}} ≈ 1×10−3 kg/mol = 1 g/mol dostáváme molární hmotnost:
M(H) = 1,007 97(7) × 1 g/mol = 1,007 97(7) g/mol
M(S) = 32,065(5) × 1 g/mol = 32,065(5) g/mol
M(Cl) = 35,453(2) × 1 g/mol = 35,453(2) g/mol
M(Fe) = 55,845(2) × 1 g/mol = 55,845(2) g/mol.
V případě molekul se sčítají hmotnosti všech atomů v molekule.
M(H2) = 2 × 1,007 97(7) × 1 g/mol = 2,015 88(14) g/mol
M(S8) = 8 × 32,065(5) × 1 g/mol = 256,52(4) g/mol
M(Cl2) = 2 × 35,453(2) × 1 g/mol = 70,906(4) g/mol.
Analogicky se postupuje i pro sloučeniny. Smysl tohoto součtu lze ukázat například na případu ideálního plynu: částice ideálního plynu v případě ozónu O3 váží o 50 % více, než v případě molekulárního kyslíku O2. Detaily vazby atomů v molekule (vzdálenosti apod.) jsou z pohledu vzdáleností jednotlivých částic v ideálním plynu nepodstatné.

## Vlastnosti
Pomocí molární hmotnosti lze vypočítat hmotnost jedné částice látky
{\displaystyle m_{0}={\frac {M}{N_{\rm {A}}}}}
kde {\displaystyle N_{\rm {A}}} je Avogadrova konstanta.